# 古径町
古径町（ふるみちちょう）は、愛知県名古屋市北区の地名。

## 歴史

### 町名の由来
街道の付け替えにより旧道に古径の地名が残ったとされる。

### 沿革
- 1932年（昭和7年）9月1日 - 東区下飯田町の一部により、同区古径町として成立する[2]。
- 1944年（昭和19年）2月11日 - 北区編入に伴い、同区古径町となる[2]。
- 2004年（平成16年）11月20日 - 地名変更に伴い、平安一丁目の一部、大曽根四丁目の一部となり地名消滅[3]。